# Вильгельм Саксен-Гота-Альтенбургский
Вильгельм Карл Кристиан Саксен-Гота-Альтенбургский (нем. Wilhelm von Sachsen-Gotha-Altenburg; 12 марта 1701, Гота — 31 мая 1771, Тонна) — принц Саксен-Гота-Альтербургской династии (Веттины Эрнестинского линии), австрийский фельдцейхмейстер (полный генерал). Родной брат Августы Саксен-Готской, матери короля Великобритании Георга III. 

## Биография
Второй сын герцога Фридриха II Саксен-Гота-Альтенбургского (1676—1732) и его жены, Магдалены Августы Ангальт-Цербстской (1679—1740). Младший брат следующего Саксен-Гота-Альтенбургского  герцога, Фридриха III.
Вильгельм поступил на службу к австрийскому императору Карлу VI в 1734 году. В 1738 году он стал фельдмаршал-лейтенантом (аналог генерал-лейтенанта), а в 1750 году — фельдцейхмейстером.  В 1760 году, разочарованный тем, что ему не было присвоено звание генерал-фельдмаршала, он вышел в отставку и поселился в Тонне.
Вильгельм был женат на своей троюродной тёте Анне Гольштейн-Готторпской (1709–1758), родной тётке русской императрицы Екатерины II, сестре её матери принцессы Иоганны. Этот брак был заключён по любви, причём невеста находилась в возрасте, который в те дни считался слишком поздним для брака (33 года). Венчание состоялось в Гамбурге 8 ноября 1742 года. Брак остался бездетным.